# Nea Ionia (Thessalië)
Nea Ionia (Grieks: Νέα Ιωνία, wat Nieuw Ionië betekent) is een stad in Magnesia, Thessalië, Griekenland. Sinds de gemeentelijke herindeling binnen het Kallikratisprogramma maakt het deel uit van de gemeente Volos. De stad grenst aan Volos. In 2011 had de stad 33.815 inwoners. Het landoppervlak is 63,314 km². De naam "Nieuw Ionië" verwijst naar vluchtelingen uit West-Anatolië die zich na de Grieks-Turkse oorlog (1919-1922) in het gebied vestigden.